# 布魯斯·喬爾·魯賓
布魯斯·喬爾·魯賓（英語：Bruce Joel Rubin，1943年3月10日—）是一名美國編劇，亦是冥想導師和攝影師。他的編劇代表包含《時空攔截》、《情深到來生》和《人鬼情未了》，並以《人鬼情未了》榮獲奥斯卡最佳原创剧本奖。

## 事業
魯賓在1978年賣出第一部劇本，該劇本後來發展成了電影《尖端大風暴》。

## 編劇作品
- 尖端大風暴（英语：Brainstorm (1983 film)）（1983，故事）
- 隔壁的女孩（英语：Deadly Friend）（1986）
- 人鬼情未了（1990）
- 時空攔截（1990）
- 與敵人共枕（英语：Sleeping with the Enemy）（1991，未掛名）
- 咫尺危情（英语：Deceived）（1991）
- 情深到來生（英语：My Life (film)）（1993，兼導演）
- 末日救未來（1998）
- 精灵鼠小弟2（2002）
- 神秘寶盒（英语：The Last Mimzy）（2007）
- 時空旅人之妻（2009）
- 人鬼情未了（英语：Ghost (musical)）（2012，音樂劇）

## 腳註
1. ↑  . BRUCE JOEL RUBIN.   [2024-03-04]. （原始内容存档于2024-03-04） （英语）.
2. ↑  Rubin 1990，第149頁，§Jacob's Chronicle.